# Enchanted (videojuego)
Enchanted es un videojuego de 2007 para Nintendo DS basado en la película de mismo título.

## Trama
En el reino de fantasía animada de Andalasia, Giselle y el príncipe Eduardo planean casarse. Cuando la malvada madrastra de Eduardo intenta impedir la boda, Giselle es transportada a Nueva York. Eduardo, junto con la ardilla listada de Giselle, Pip, debe rescatar a Giselle del mundo real, mientras ella se entromete en la vida de un abogado, Robert, y su hija, Morgan.

## Personajes jugables
- Princesa Giselle
- Príncipe Edward
- Pip

## Características
- Crea vestidos de costumbre para intercambiarlos inalámbricamente con otros jugadores (versión DS solamente).
- Como Giselle, aprende nuevas canciones y gana poderes trazando los símbolos encantados.
- Como Pip, encuentra objetos perdidos.
- Como Edward, monta a caballo para activar el sistema de combate contra enemigos y jefes.

- Datos: Q2020503